# Bo Hörnberg
Bo Verner Kornelius Hörnberg, född 2 augusti 1920 i Öckerö församling, Göteborgs och Bohus län, död 24 oktober 2006 i Göteborg, var en av de mest namnkunniga pastorerna inom Pingströrelsen i Sverige.

## Uppväxt och pastorsgärning
Han växte upp på Hönö i Göteborgs skärgård och var son till fiskaren Emil Alexius Hörnberg och Maria Katarina Korneliusson. 1942 gick han bibelskola i Filadelfiaförsamlingen i Stockholm och verkade sedan i pingstförsamlingar i Hedemora, Sundsvall, Bollnäs, Örnsköldsvik och Norrköping. Han kom därefter tillbaka till Filadelfiakyrkan i Stockholm där han var pastor och medarbetare till Lewi Pethrus och Allan Törnberg 1954–1967, flera av dessa år som vice föreståndare. Under 20 år var han sedan pastor i Pingstförsamlingen i Jönköping, 19 år av dessa var han föreståndare. Det var framgångsrika år för församlingen som ökade rejält i medlemsantal, startade närradio och byggde ny kyrka.

## Andra uppdrag och engagemang
Hörnberg var engagerad i många av Pingströrelsens gemensamma verksamheter. Han var ordförande i LP-stiftelsen och ledamot i bland annat Dagenstyrelsen, PMU-styrelsen, Pingstförsamlingarnas skol- och kursverksamhet samt Vigselnämnden. Han hade också styrelseuppdrag i Försäkringsbolaget Ansvar. Han engagerade sig också för missionen i Östeuropa och Afrika.

## Familj
Bo Hörnberg var från 1947 gift med banktjänsteman Ulla Hörnberg (född 1925) och fick två söner. Den äldre sonen är Lars Hörnberg (född 1948), grundare av hjälporganisationen Caminul Felix i Rumänien samt gift först med Ingamay Hörnberg och sedan med Linda Hutchens. Den yngre sonen är Bengt Hörnberg (född 1950), som varit medlem i gospelkören Choralerna samt under några år på 1980-talet konserthuschef i Göteborg. Bengt Hörnberg var 1974–89 gift med sångerskan Kristina Hörnberg, också medlem i Choralerna.